# Hersey Hawkins
Hersey R. Hawkins, Jr. (nacido el 29 de septiembre de 1966 en Chicago, Illinois) es un exjugador de baloncesto estadounidense que jugó durante 13 temporadas en la NBA, y fue miembro de la selección de Estados Unidos que consiguió el bronce en los Juegos Olímpicos de Seúl 1988. Con 1,91 metros de estatura, jugaba de base. Es el padre del actual jugador profesional Corey Hawkins.

## Trayectoria deportiva

### Universidad
Jugó durante 4 temporadas con los Braves de la Universidad de Bradley, con los que, en una espectacular última temporada, promedió 36,3 puntos, 7,8 rebotes y 3,6 asistencias, lo que le valieron el premio de Mejor Jugador Universitario del Año. En toda su carrera colegial promedió 24,1 puntos y 6,5 rebotes por partido.

### Profesional
Fue elegido en la sexta posición del Draft de la NBA de 1988 por Los Angeles Clippers, equipo que traspasó inmediatamente sus derechos a Philadelphia 76ers. En su primera temporada logró ser incluido en el mejor quinteto de rookies, tras promediar 15,1 puntos y 3 asistencias por encuentro. El juego de Hawkins se basaba en una asfixiante defensa y un certero tiro exterior. Con los Sixers era la segunda opción ofensiva, tras Charles Barkley.
En 1993 fue traspasado a Charlotte Hornets a cambio de Dana Barros, Sidney Green y futuras elecciones del draft. tras dos productivas campañas allí, fue de nuevo traspasado a Seattle SuperSonics junto con su compañero David Wingate a cambio de Kendall Gill. en 1996 desempeño un importante papel en los Sonics, complementando a Gary Payton y Shawn Kemp, y llegando a las finales de la NBA, donde caerían con Chicago Bulls. Recaló precisamente en los Bulls en 1999, pero una lesión le impidió brillar, promediando tan solo 7,9 puntos esa temporada. Regresó entonces a Charlotte, donde cumplió su última temporada como profesional. En sus 13 temporadas anotó 14.470 puntos, con un promedio de 14,7 puntos por partido.

## Estadísticas de su carrera en la NBA

### Temporada regular
| Año      | Equipo       | PJ  | PT  | MPP  | %TC  | %3P  | %TL  | RPP | APP | ROB | TPP | PPP  |
| -------- | ------------ | --- | --- | ---- | ---- | ---- | ---- | --- | --- | --- | --- | ---- |
| 1988-89  | Philadelphia | 79  | 79  | 32.6 | .455 | .428 | .831 | 2.8 | 3.0 | 1.5 | .5  | 15.1 |
| 1989-90  | Philadelphia | 82  | 82  | 34.8 | .460 | .420 | .888 | 3.7 | 3.2 | 1.6 | .3  | 18.5 |
| 1990-91  | Philadelphia | 80  | 80  | 38.9 | .472 | .400 | .871 | 3.9 | 3.7 | 2.2 | .5  | 22.1 |
| 1991-92  | Philadelphia | 81  | 81  | 37.2 | .462 | .397 | .874 | 3.3 | 3.1 | 1.9 | .5  | 19.0 |
| 1992-93  | Philadelphia | 81  | 81  | 36.8 | .470 | .397 | .860 | 4.3 | 3.9 | 1.7 | .4  | 20.3 |
| 1993-94  | Charlotte    | 82  | 82  | 32.3 | .460 | .332 | .862 | 4.6 | 2.6 | 1.6 | .3  | 14.4 |
| 1994-95  | Charlotte    | 82  | 82  | 33.3 | .482 | .440 | .867 | 3.8 | 3.2 | 1.5 | .2  | 14.3 |
| 1995-96  | Seattle      | 82  | 82  | 34.4 | .473 | .384 | .874 | 3.6 | 2.7 | 1.8 | .2  | 15.6 |
| 1996-97  | Seattle      | 82  | 82  | 33.6 | .464 | .403 | .875 | 3.9 | 3.0 | 1.9 | .1  | 13.9 |
| 1997-98  | Seattle      | 82  | 82  | 31.7 | .440 | .415 | .868 | 4.1 | 2.7 | 1.8 | .2  | 10.5 |
| 1998-99  | Seattle      | 50  | 34  | 32.9 | .419 | .306 | .902 | 4.0 | 2.5 | 1.6 | .4  | 10.3 |
| 1999-00  | Chicago      | 61  | 49  | 26.6 | .424 | .390 | .899 | 2.9 | 2.2 | 1.2 | .2  | 7.9  |
| 2000-01  | Charlotte    | 59  | 0   | 11.5 | .409 | .370 | .857 | 1.4 | 1.2 | .6  | .2  | 3.1  |
| Total    | Total        | 983 | 896 | 32.6 | .461 | .394 | .870 | 3.6 | 2.9 | 1.7 | .3  | 14.7 |
| All-Star | All-Star     | 1   | 0   | 14.0 | .600 | .000 | –    | .0  | 1.0 | .0  | .0  | 6.0  |

### Playoffs
| Año   | Equipo       | PJ | PT | MPP  | %TC  | %3P  | %TL   | RPP | APP | ROB | TPP | PPP  |
| ----- | ------------ | -- | -- | ---- | ---- | ---- | ----- | --- | --- | --- | --- | ---- |
| 1989  | Philadelphia | 3  | 3  | 24.0 | .125 | .000 | 1.000 | 1.7 | 1.3 | 1.0 | .3  | 2.7  |
| 1990  | Philadelphia | 10 | 10 | 41.5 | .497 | .389 | .937  | 3.1 | 3.6 | 1.2 | .7  | 23.5 |
| 1991  | Philadelphia | 8  | 8  | 41.1 | .465 | .538 | .937  | 5.8 | 3.4 | 2.5 | 1.3 | 20.9 |
| 1995  | Charlotte    | 4  | 4  | 32.5 | .406 | .308 | .882  | 5.3 | 2.0 | 1.5 | .5  | 11.3 |
| 1996  | Seattle      | 21 | 21 | 34.0 | .452 | .344 | .895  | 3.0 | 2.2 | 1.3 | .2  | 12.3 |
| 1997  | Seattle      | 12 | 12 | 40.3 | .470 | .458 | .914  | 4.5 | 2.8 | 2.5 | .3  | 15.3 |
| 1998  | Seattle      | 10 | 10 | 33.7 | .466 | .395 | .875  | 5.7 | 3.6 | 1.8 | .1  | 13.4 |
| 2001  | Charlotte    | 6  | 0  | 8.3  | .375 | .250 | .714  | 1.5 | .7  | .5  | .0  | 2.0  |
| Total | Total        | 74 | 68 | 34.2 | .455 | .396 | .907  | 3.9 | 2.6 | 1.6 | .4  | 14.1 |

## Logros y reconocimientos
- Ganador del Oscar Robertson Trophy en 1988.
- Elegido en el mejor quinteto de rookies en 1989.
- All Star en 1991.
- Su porcentaje de tiros libres (87%) está entre los 20 mejores de la historia de la NBA.